# 審議式民主
审议式民主，又称商讨式民主、协商民主、商议民主，指称公民就一项政策或议题，经过深思熟虑後，与不同意见者进行理性对话，在相互推理、辩论和论争后，得出共同可以接受的意见的一种民主形式，以讨论和协商为核心。与传统民主制度的主要不同，在于传统民主制度特别重视投票，而审议民主，在投票之外，也将审议当成法律的合法性来源之一。简言之，审议民主就是在宪政民主的体制下重视公民审议的精神。审议民主的基本精神在于审议民主的制度设计，可以使公民在平等、自由地参与公共事务时，经由意见交换、理性讨论和论辩的过程，最后达成较为合理的决策。西方政治学家一般将协商民主视为对当代自由主义民主思想的“矫正”或超越，研究的目的主要是为了解决选举民主的困境，弥补选举民主的缺陷。

## 发展历程
审议民主旨在纠正代议民主过度依赖投票表决而形成多数人的偏好，剥夺少数人表达意见权利的缺点。主张在公共议题形成决策的过程中，应尽可能让公民参与审议，藉由充分讨论来达成共识，以共识决取代多数决，是代议民主与直接民主之外的第三种民主形式。20世纪90年代起，民主的理论与实践经历审议的转向，这种过程被称作“民主的协商转向”。
1980年，美国克莱蒙特·麦肯纳学院政治学教授约瑟夫·毕塞特在《协商民主：共和政府的多数原则》一书中首次提出“协商民主”概念，他认为协商就是对公共政策和立法的优点和价值进行讨论，而这正是民主政治最核心的内容，这个过程有助于表明某些价值高于其他价值。1987年，美国纽约大学政治学系教授伯纳德·曼宁在《政治理论》第15期上发表了《论合法性与政治协商》，系统论证了协商民主的基本原理。1989年，斯坦福大学政治学教授乔舒亚·科恩发表《协商与民主合法性》论文，第一次系统论证并概括出协商民主基本理论，为协商民主的进一步发展奠定了基础。1994年，毕塞特在其新作《温和的理性之声：协商民主与美国联邦政府》一书中进一步阐述了“协商民主”这个概念。在他们的阐述与论证之下，在他们的推动下，推动了协商民主的当代复兴。
德国当代知名哲学家、社会学家尤尔根·哈贝马斯在1992年出版的《在事实与规范之间》一书中建构出他自己的审议政治理论。他试图在其交往行动理论的总体框架之上，发展出一个超越自由主义民主和共和主义民主的“第三种民主”的规范模式意即程序主义的“协商民主”。这种民主吸收了以上两种民主的因素，主张通过协商手段来达到公正和合理的结果。
自毕塞特提出“审议民主”这一概念以来，审议民主理论已经成为当代西方学术界一种新的民主理论范式，此种民主增加了公民的参与机会，藉此培育公民的能力与德性，提高公民的自尊与自我效能感，进而形塑整体社会的公共文化，民主并非仅仅举办各种选举就可以了事。